# Arma: Armed Assault
Arma: Armed Assault je počítačová hra vydaná patnáctičlenným týmem české společnosti Bohemia Interactive. Je to taktická akční hra označovaná za nástupce Operace Flashpoint. Od původní hry se liší zejména vylepšenou grafikou, pokročilejším herním enginem a novým editorem misí. Pro hru nebyl zvolen žádný globální distributor, ale několik různých pro různé oblasti.
Kvůli právním sporům mezi BI a Codemasters, distributorem a majitelem ochranné známky Operation Flashpoint, není Armed Assault považován za přímé a plné pokračování původní hry, ale spíše za její vylepšení. Codemasters vydal, bez jakéhokoli podílu BI, konkurenční titul pod jménem Operation Flashpoint 2.
Hra obsahuje jak mód singleplayer, tak i multiplayer – k hraní tedy není třeba připojení k internetu – pro multiplayer přes internet je však vyžadováno vysokorychlostní připojení. Přes Internet jsou také dostupné některé změny a vylepšení, stejně jako případné aktualizace.
Ve spolupráci s Black Element Software byl 28. září vydán datadisk ArmA: Queen's Gambit. Obsahuje dvě nové kampaně, dvě multiplayerové mise, několik nových zbraní a vojenské techniky, ostrovy Spojené Sahrani a Porto a také patch 1.08.
V České republice byla hra vydána 10. listopadu 2006. Vývojáře zastupuje při jednáních o vydavateli a při propagaci hry česká asociace vývojářů IDEA Games.

## Příběh
Odehrává se v současnosti na smyšleném ostrově Sahrani kdesi v Atlantském oceánu. Ten je rozdělen na dvě části, sever a jih, přičemž na každé panuje jiný režim. Zatímco na jihu vládne prozápadní demokratická monarchie, sever ovládá komunistická Demokratická republika Sahrani (DRS). Hráč se vžije do role řadového vojáka US ARMY, která provádí v jižní části výcvik tamních ozbrojených složek. Právě v okamžiku, kdy celý americký kontingent opouští po dlouhé době klidu ostrov, zaútočí armáda DRS na hraniční město Corazol a jižní armáda je spolu s dosud nestaženými americkými vojáky nucena se bránit.

## Zajímavosti
- Celý příběh je inspirován mnoha válečnými konflikty poslední doby, nejvýraznější inspiraci však lze nalézt v dlouholetém rozdělení Jižní a Severní Koreje.
- Během vývoje hry přešla US ARMY na nový typ uniforem Army Combat Uniform a stávající západní jednotky v uniformách Battle Dress Uniform se tak použily pro ztvárnění vojáků Jihu.
- Ve Spojených státech amerických byla hra vydána kvůli ochranným známkám pod upraveným názvem ArmA: Combat Operations.[3]